# ...e giustizia per tutti
...e giustizia per tutti (...And Justice for All) è un film del 1979 diretto da Norman Jewison, interpretato da Al Pacino, Jack Warden e Lee Strasberg.
Durante i titoli di testa si sentono, in fuori campo, alcuni bambini recitare il Pledge of Allegiance, il giuramento di fedeltà alla bandiera degli Stati Uniti d'America, da cui con tutta probabilità è tratto il titolo del film e che termina appunto con le parole "and Justice for all" (e giustizia per tutti).

## Trama
Arthur Kirkland è un onesto avvocato di Baltimora con un'esperienza più che decennale. All'inizio si trova in carcere per oltraggio alla corte, avendo infatti colpito con un pugno l'inflessibile giudice Henry T. Fleming per essersi rifiutato di dichiarare innocente uno dei suoi assistiti, Jeff McCullagh, per un semplice cavillo tecnico nonostante le evidenti prove a suo favore.
Non appena rilasciato, Arthur viene prima contattato da Carl Travens, un altro dei suoi assistiti, per un incidente d'auto, per poi occuparsi del caso di Ralph Agee, un cross dresser afroamericano che viene ingiustamente coinvolto in un crimine. Fuori dal lavoro, Arthur si divide tra le visite a suo nonno Sam, l'uomo che lo ha cresciuto e che lo ha fatto studiare, il rapporto sentimentale con Gail Packer, membro della commissione etica, e una particolare amicizia col giudice Francis Rayford, che col tempo rivelerà tendenze suicide.
Qualche giorno dopo, due suoi amici anch'essi avvocati, Jay Porter e Warren Fressnell, gli comunicano, increduli e tra le risa, che il giudice Fleming è stato accusato di stupro e che ha scelto lui come suo difensore, volendo usare la loro nota inimicizia come prova della sua innocenza. Inizialmente Arthur, al primo incontro con Fleming, si rifiuta di difenderlo, ma il giudice lo ricatta rivelandogli di sapere che, in una sua causa precedente, ha violato il segreto professionale, cosa che potrebbe costargli la radiazione dall'albo. Arthur è dunque costretto ad accettare.
Una sera Jay si presenta ubriaco a casa di Arthur, con Gail presente, e rivela all'amico che un suo assistito, evidentemente colpevole ma grazie a lui libero, ha ucciso successivamente due bambini. Pochi giorni dopo lo stesso Jay, dopo essersi rasato i capelli a zero, dà ulteriore prova della sua instabilità cominciando a lanciare piatti in un corridoio del tribunale, venendo poi fermato da Arthur stesso e dal giudice Rayford e portato in ospedale. Questo evento si verifica proprio il giorno dell'udienza del processo di Ralph Agee e Arthur chiede a Warren di sostituirlo; quest'ultimo, dimenticandosene, arriva in aula all'ultimo momento e, nonostante i documenti datigli da Arthur, Ralph finisce di nuovo in carcere.
Arthur quindi lo incontra di nuovo, devasta la sua auto con la valigetta e, quando Warren gli dice che il caso è comunque di facile soluzione, gli rivela che Ralph si è ucciso mezz'ora dopo essere stato riportato in carcere, non sopportando l'ambiente penitenziario. Intanto, Arthur porta avanti anche la causa di Jeff, chiedendo al giudice Fleming di riaprire il caso ma ottenendo solo delle vuote promesse, per poi incontrarsi con Frank Bowen, l'avvocato che rappresenterà l'accusa nel processo al giudice e che rivela chiaramente di volere la testa di Fleming, così da ottenere una sensazionale rampa di lancio per la sua carriera.
A questo punto Jeff, vittima di molteplici violenze fisiche e sessuali da parte degli altri detenuti, prende in ostaggio due agenti di polizia nel reparto sanitario del carcere; Arthur viene chiamato e i due cominciano a parlare, con l'avvocato che riesce a convincere il giovane a desistere. Proprio quando Jeff si alza in piedi, ormai convinto, viene ucciso da un colpo di fucile esploso dall'esterno da un poliziotto.
Il processo Fleming è ormai alle porte e Carl, un giorno, consegna ad Arthur alcune foto che dimostrano la perversione del giudice, cosa che convince definitivamente l'avvocato della colpevolezza del suo assistito. Schifato dallo stesso sistema di cui anch'egli fa parte, durante la sua arringa Arthur dichiara apertamente la colpevolezza di Fleming e il suo odio per il marcio che si annida nella giustizia, venendo poi scortato fuori dall'aula a viva forza su ordine del giudice Rayford, che gestisce il processo.
Arthur si ritrova quindi sulla scalinata che porta al tribunale pensando a ciò che ha fatto quando gli passa davanti Jay, apparentemente di nuovo sano e con indosso un vistoso parrucchino, che lo saluta amichevolmente.

## Produzione

### Riprese
Le riprese del film sono state effettuate interamente a Baltimora e si possono infatti vedere la colonna di Washington e il parco di Fort McHenry.

## Accoglienza
Il film ha avuto un buon successo al botteghino. Prodotto con un modesto budget di 4 milioni di dollari, infatti, il film ha incassato oltre 33 milioni di dollari, piazzandosi al 24º posto dei film campioni di incassi del 1979. La pellicola ha anche ricevuto recensioni positive da parte della critica, che elogiò in particolare l'interpretazione di Al Pacino: per il ruolo dell'avvocato Kirkland, infatti, l'attore ottenne la sua quinta candidatura al Premio Oscar. Alla pellicola viene inoltre riconosciuta la nomination per la miglior sceneggiatura originale.

## Riconoscimenti
- 1980 - Premio Oscar
  - Candidatura Miglior attore protagonista a Al Pacino
  - Candidatura Miglior sceneggiatura originale a Valerie Curtin e Barry Levinson
- 1980 - Golden Globe
  - Candidatura Miglior attore in un film drammatico a Al Pacino

## Citazioni
- Il Pledge of Allegiance che recitano dei bambini all'inizio del film è stato ripreso dagli W.A.S.P. come Intro per School Daze, inclusa nel loro primo album.
- I Metallica, nel 1988, intitolarono il loro quarto album e la seconda traccia del vinile proprio ...And Justice for All.